# 6月10日
6月10日（ろくがつとおか）は、グレゴリオ暦で年始から161日目（閏年では162日目）にあたり、年末まであと204日ある。

## できごと

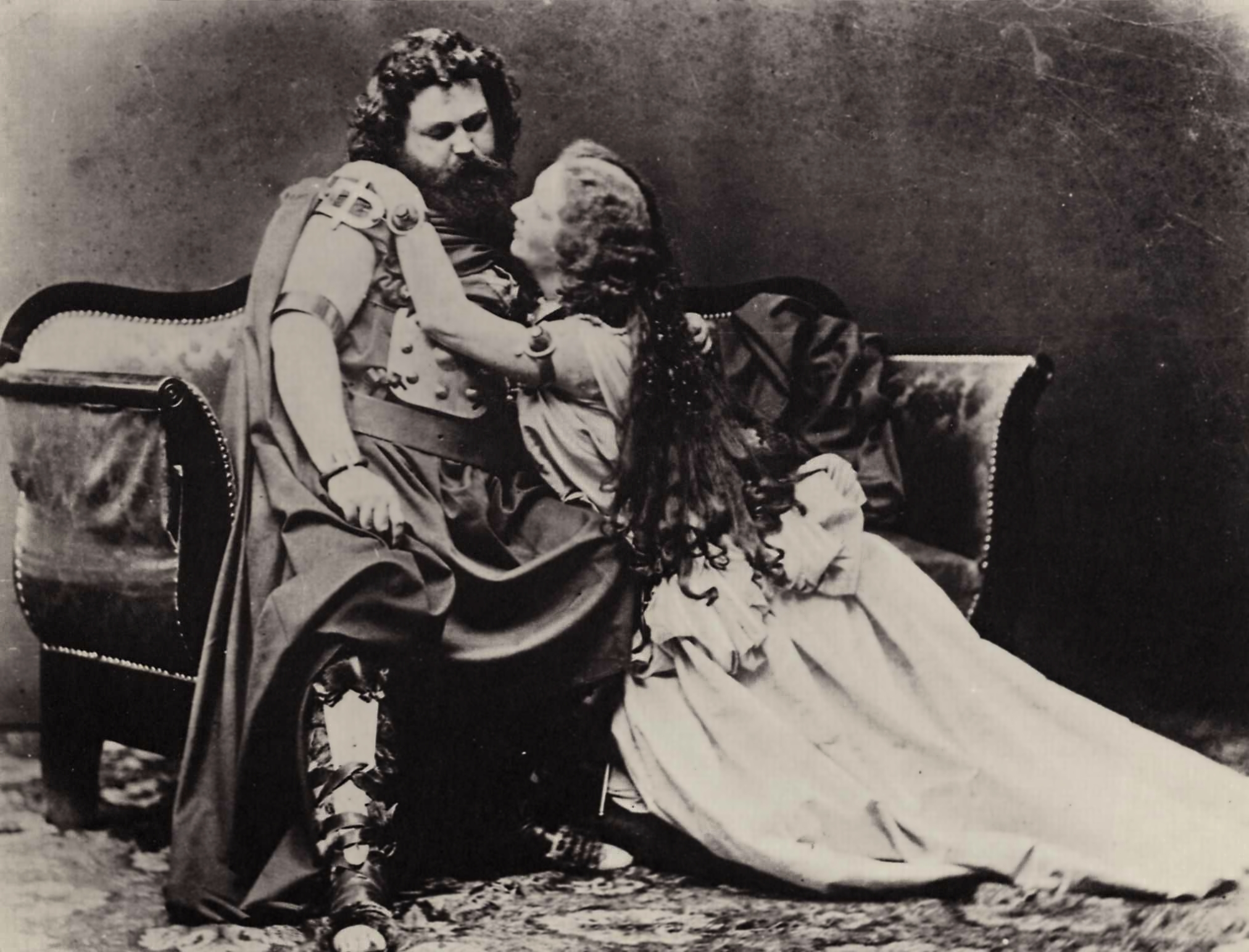
楽劇『トリスタンとイゾルデ』初演(1865)

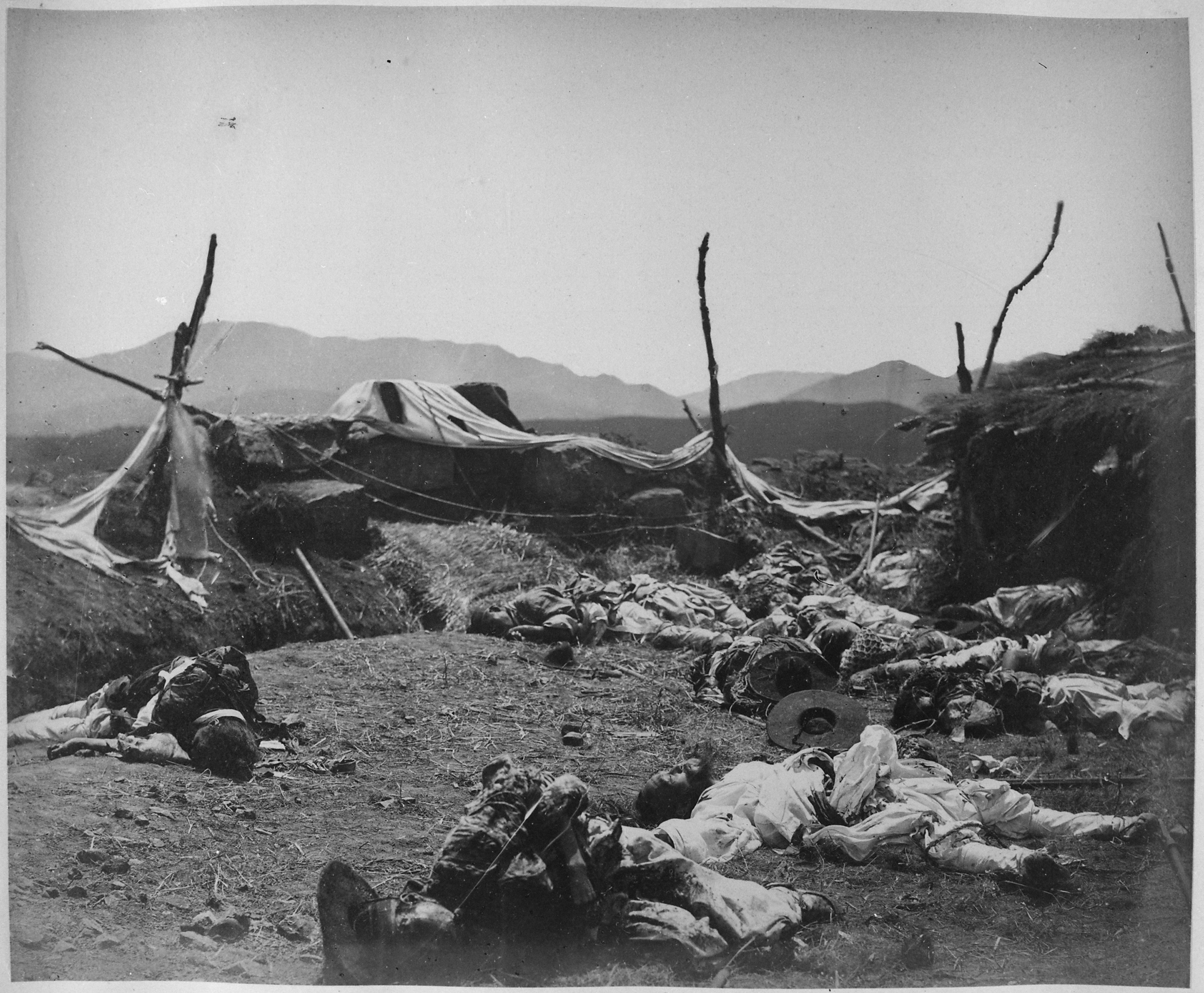
アメリカ合衆国による朝鮮攻撃、辛未洋擾(1871)

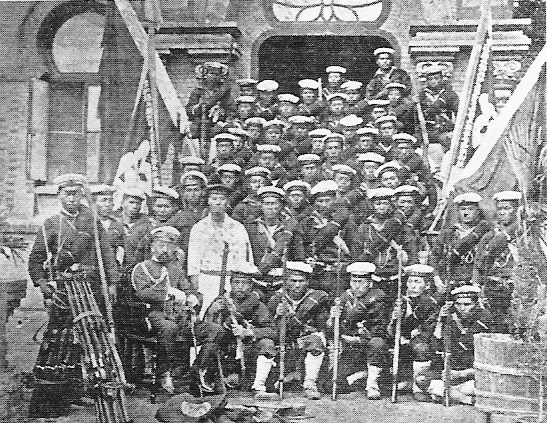
義和団の乱(1900)。画像は日本の海軍陸戦隊。

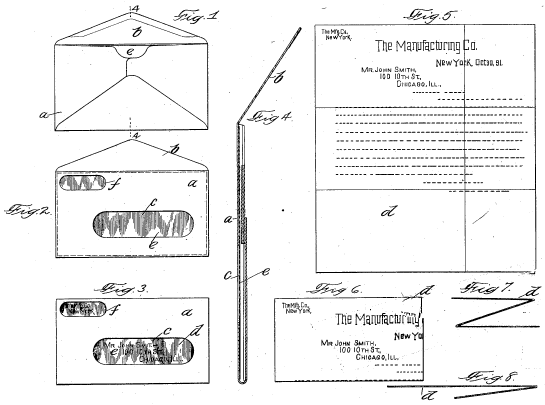
窓付き封筒の特許(1902)

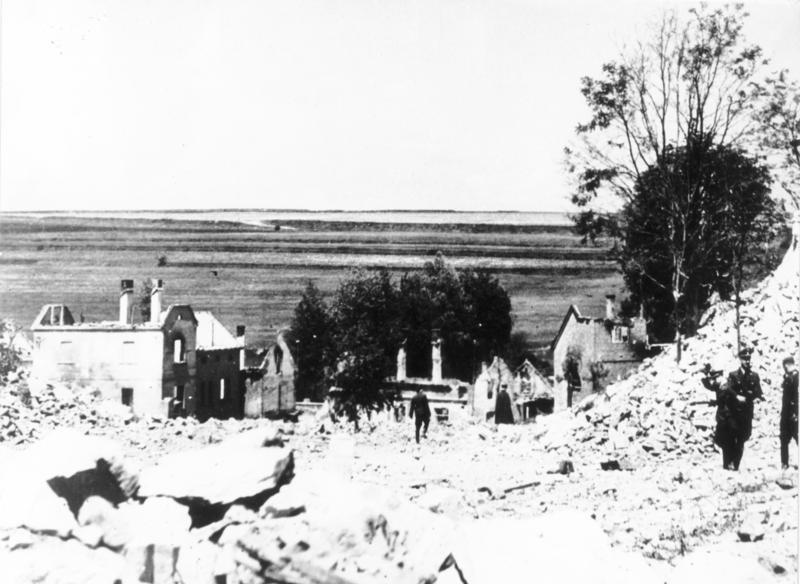
リディツェ#第二次大戦中(1942)

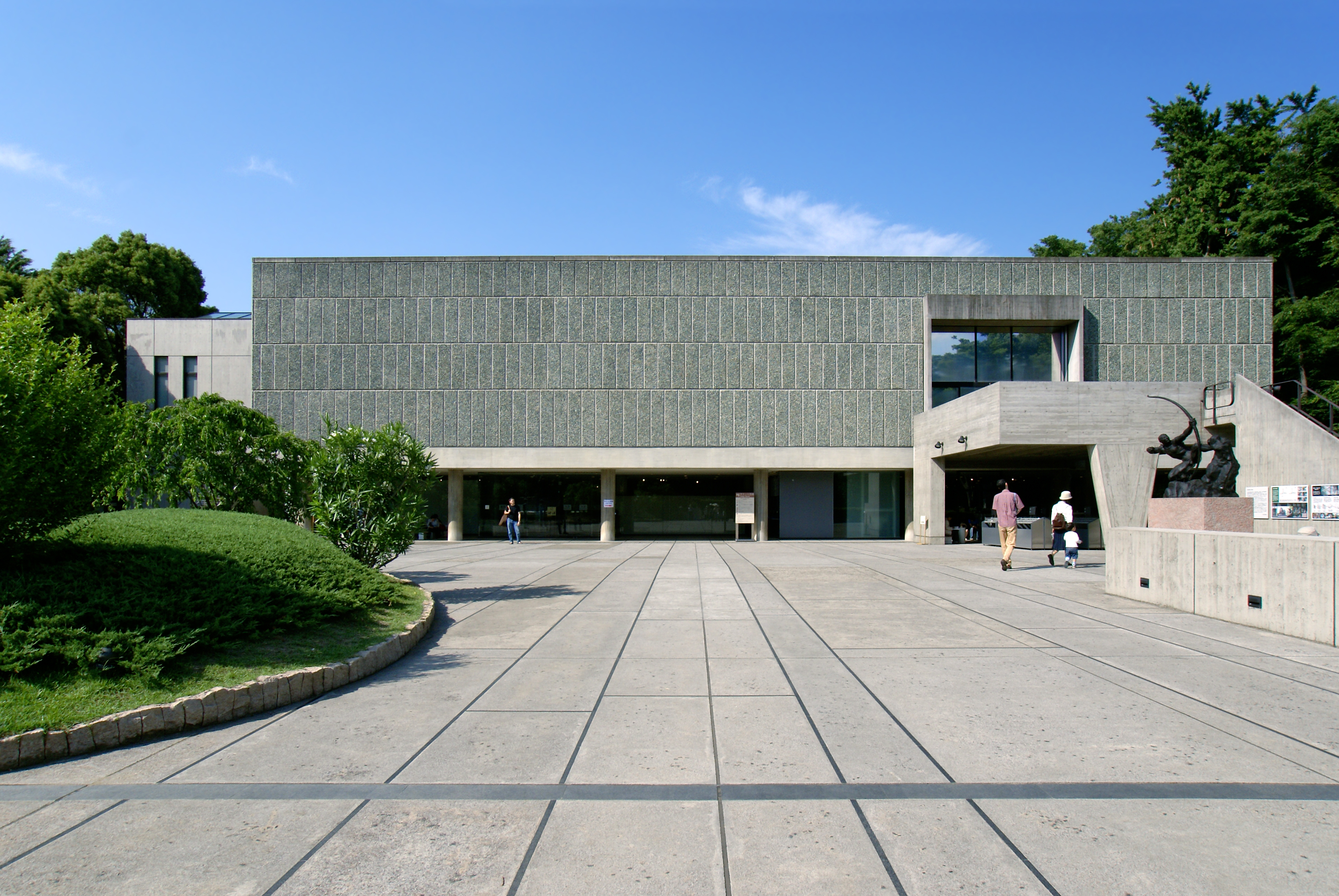
国立西洋美術館の開館式(1959)。本館の設計はル・コルビュジエ

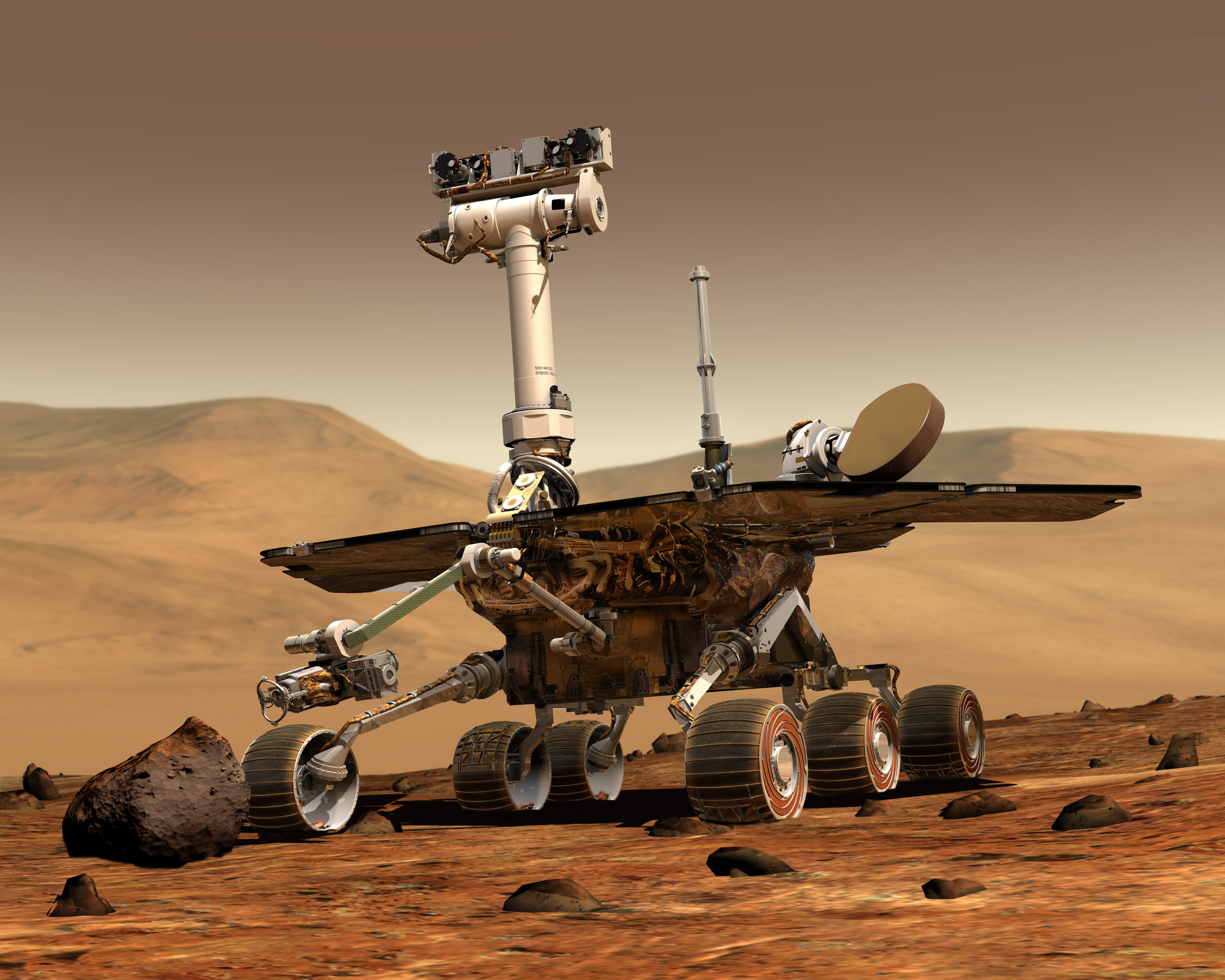
火星探査機スピリット打ち上げ(2003)

- 716年（霊亀2年5月16日） - 高句麗の遺民1,799名を武蔵国に移し高麗郡を設置。
- 1221年（承久3年5月19日） - 承久の乱: 北条義時追討を命ずる後鳥羽上皇の院宣を受けて北条政子が鎌倉武士団に団結を訴える演説を行う。
- 1333年（元弘3年/正慶2年4月27日） - 倒幕挙兵討伐のために丹波に入っていた足利尊氏が、後醍醐天皇に応じて倒幕を決意し挙兵。
- 1338年（延元3年/暦応元年5月22日） - 石津の戦い。南朝方の北畠顕家が北朝方の高師直に敗れ戦死。
- 1786年 - 10日前の地震で中国四川省の大渡河にできた天然ダムが崩壊。10万人が死亡。
- 1794年（フランス革命暦II年プレリアール22日） - フランス革命：プレリアール22日法が制定される。
- 1805年 - 第一次バーバリ戦争が終結。
- 1829年 - テムズ川でオックスフォード大学・ケンブリッジ大学間初のボート・レースが行われ、オックスフォードが優勝。
- 1864年 - 南北戦争: ブライス交差点の戦いが行われる。
- 1865年 - リヒャルト・ワーグナーの楽劇『トリスタンとイゾルデ』がミュンヘンで初演。
- 1871年 - 辛未洋擾
- 1886年 - ニュージーランドのタラウェラ山が大噴火。飛び散った噴石により153人が死亡。
- 1900年 - 義和団の乱：20万人の義和団が北京に入城する。
- 1902年 - アメリカのA.キャラハンが、窓付き封筒 (en:Windowed envelope) の特許を取得。
- 1903年 - 東京帝国大学・学習院の教授7名が日本政府に対露強硬外交を迫る七博士意見書を提出。
- 1907年 - 日仏協約が調印される。清の独立・領土保全が約束され、清国内の両国の勢力範囲が確認される。
- 1913年 - 森永ミルクキャラメルが発売。
- 1917年 - 第一次世界大戦: オルティガーラ山の戦いが起こる。
- 1918年 - 第一次世界大戦: オーストリア＝ハンガリー帝国海軍の戦艦「セント・イシュトヴァーン」がイタリア海軍の魚雷艇MAS-15に撃沈される。
- 1924年 - イタリアの社会主義の指導者・ジャコモ・マッテオッティがファシストにより暗殺される。
- 1925年 - カナダで、長老派教会・メソジスト教会・会衆派教会の合併によりカナダ連合教会が発足。
- 1926年 - 朝鮮半島で、6・10万歳運動が起こる。
- 1929年 - 日本の植民地行政の中心機関・拓務省を設置。
- 1935年 - アルコホーリクス・アノニマス発足。
- 1939年 - 南京総領事館毒酒事件。
- 1940年 - 第二次世界大戦: イタリアがイギリス・フランスに宣戦布告。
- 1940年 - 北欧侵攻: ノルウェー軍がナチス・ドイツに降伏。政府、国王は亡命政権として抗戦継続。
- 1942年 - 第二次世界大戦: ナチス・ドイツがラインハルト・ハイドリヒ暗殺の報復としてチェコのリディツェで住民を虐殺。
- 1944年 - 第二次世界大戦: ナチス・ドイツの武装親衛隊がフランスのオラドゥール＝シュル＝グラヌで住民642人を虐殺。
- 1944年 - 第二次世界大戦: ディストモの大虐殺。ナチス・ドイツのSS警察部隊がギリシャのディストモで住民218人を殺害。
- 1944年 - シンシナティ・レッズのジョー・ナックスホールがメジャーデビュー。15歳10か月11日のメジャーリーグ史上最年少記録。
- 1945年 - 米軍が君原村・阿見町・土浦市一帯の海軍航空隊施設などを爆撃、軍民合せて300人以上が死亡。
- 1949年 - 社会教育法公布。
- 1955年 - 電電公社の時報サービスが東京23区内限定で始まる[1]。
- 1959年 - 国立西洋美術館で開館式。
- 1959年 - 東京高速道路・土橋 - 城辺橋が開通。日本初の高架式高速道路。
- 1960年 - 安保闘争: 東京国際空港でジェイムズ・ハガティ米大統領報道官の一行がデモ隊に包囲され、アメリカ海兵隊のヘリに救助。（ハガチー事件）
- 1962年 - 北陸本線北陸トンネルが開通。当時日本最長。
- 1965年 - 青年海外協力隊の前身の「協力隊協議会」が発足。
- 1967年 - 第三次中東戦争（6月5日 - ）が終結。空軍による6日間の電撃作戦でイスラエルの占領地域は戦前の4倍以上に拡大し、現在まで中東の地政学に影響している。
- 1968年 - 大気汚染防止法・騒音規制法公布。
- 1969年 - 国鉄バスが東名ハイウェイバスおよび日本初の夜行高速バス「ドリーム号」の運行を開始。
- 1969年 - 日本の経済企画庁が、日本の国民総生産 (GNP) が西ドイツを抜いて世界第2位となったと発表。
- 1976年 - 札幌市営地下鉄東西線の最初の開業区間、琴似駅 - 白石駅間が開業。
- 1976年 - 東京都立第五福竜丸展示館が開館。
- 1987年 - 韓国で6月民主抗争起きる。憲法を改正して大統領を直接選挙で選ぶよう求めた在野勢力が、要求を拒んだ軍事政権に対し、全土で激しい抗議デモを行った。政権は屈服し、6月29日にいたって要求を全面的に受け入れる民主化宣言を発した。
- 1990年 - ペルー大統領選挙の決選投票でアルベルト・フジモリが当選。
- 1997年 - カンボジアの元独裁者ポル・ポトがソン・センや国防相とその家族を殺害。
- 1998年 - FIFAワールドカップ フランス大会が開幕。7月12日まで。
- 1999年 - 日本標準時を送信する無線局JJYのおおたかどや山標準電波送信所が運用開始。
- 2000年 - 群馬県新田郡尾島町安養寺（現：太田市安養寺町）の化学工場・日進化工群馬工場で爆発事故が発生。爆音が30kmほど離れた前橋市や高崎市まで響き、死者4名、けが人多数という大事故であった。
- 2003年 - ハマース報道官アブドゥルアズィーズ・アッ＝ランティースィーがイスラエル軍ヘリの空爆を受ける。
- 2003年 - NASAの火星探査機「スピリット」が打ち上げられる。
- 2007年 - ピッツバーグ・パイレーツの桑田真澄投手がメジャー初登板。
- 2010年 - 韓国のロケット「羅老 (KSLV-1)」2号機が打上げられるが、発射137秒後に爆発し、1号機に続けて打上げ失敗[2]。
- 2012年 - 大阪心斎橋通り魔殺人事件が発生。南野信吾ら男女2人が殺害される[3]。
- 2018年 - ミヤコ蝶々記念館閉館[4][5]。

## 誕生日

### 人物

画家ギュスターヴ・クールベ(1819-1877)誕生。画像は『画家のアトリエ』(1854-55)

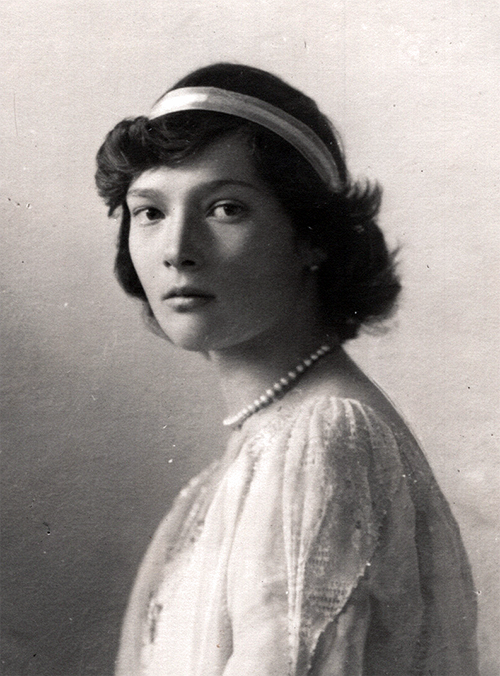
ニコライ2世の第二皇女、新致命者タチアナ・ニコラエヴナ(1897-1918)誕生。

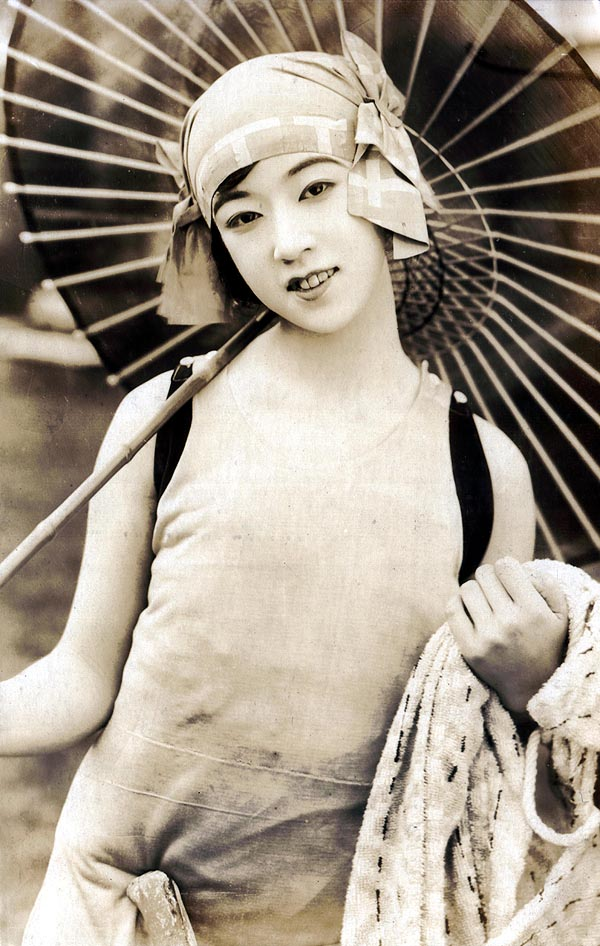
女優筑波雪子(1906-1977)誕生。サイレント映画時代のスター。

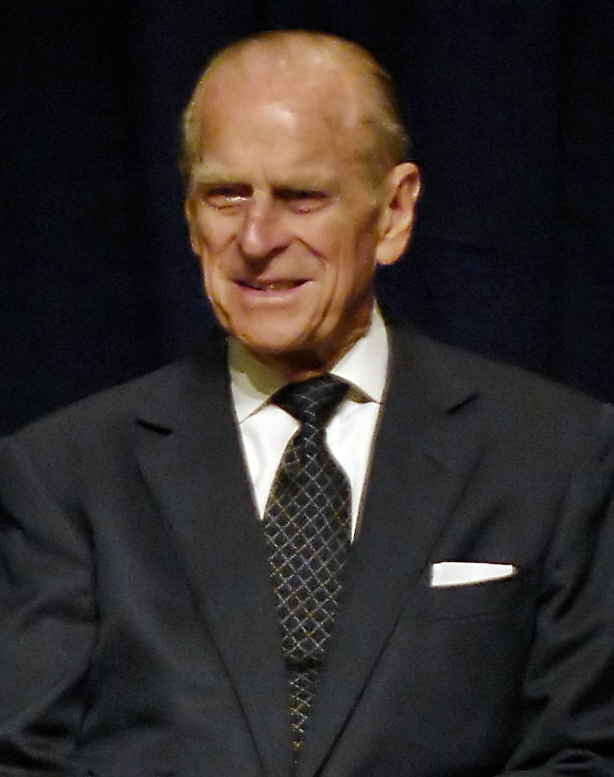
イギリス王配フィリップ(1921-2021)誕生。

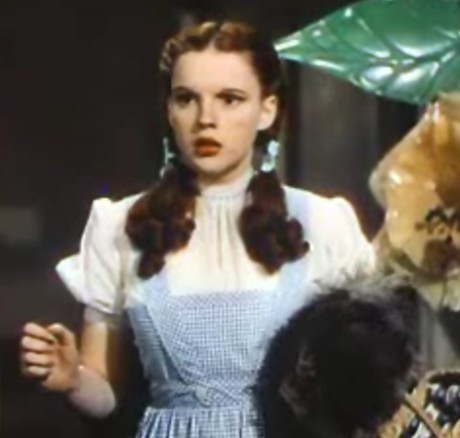
女優ジュディ・ガーランド(1922-1969)誕生。

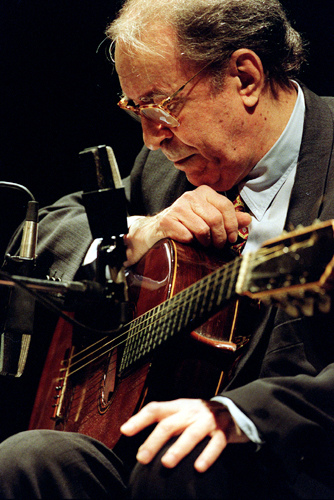
歌手・ギタリスト、「ボサノヴァの父」ジョアン・ジルベルト(1931-2019)誕生。

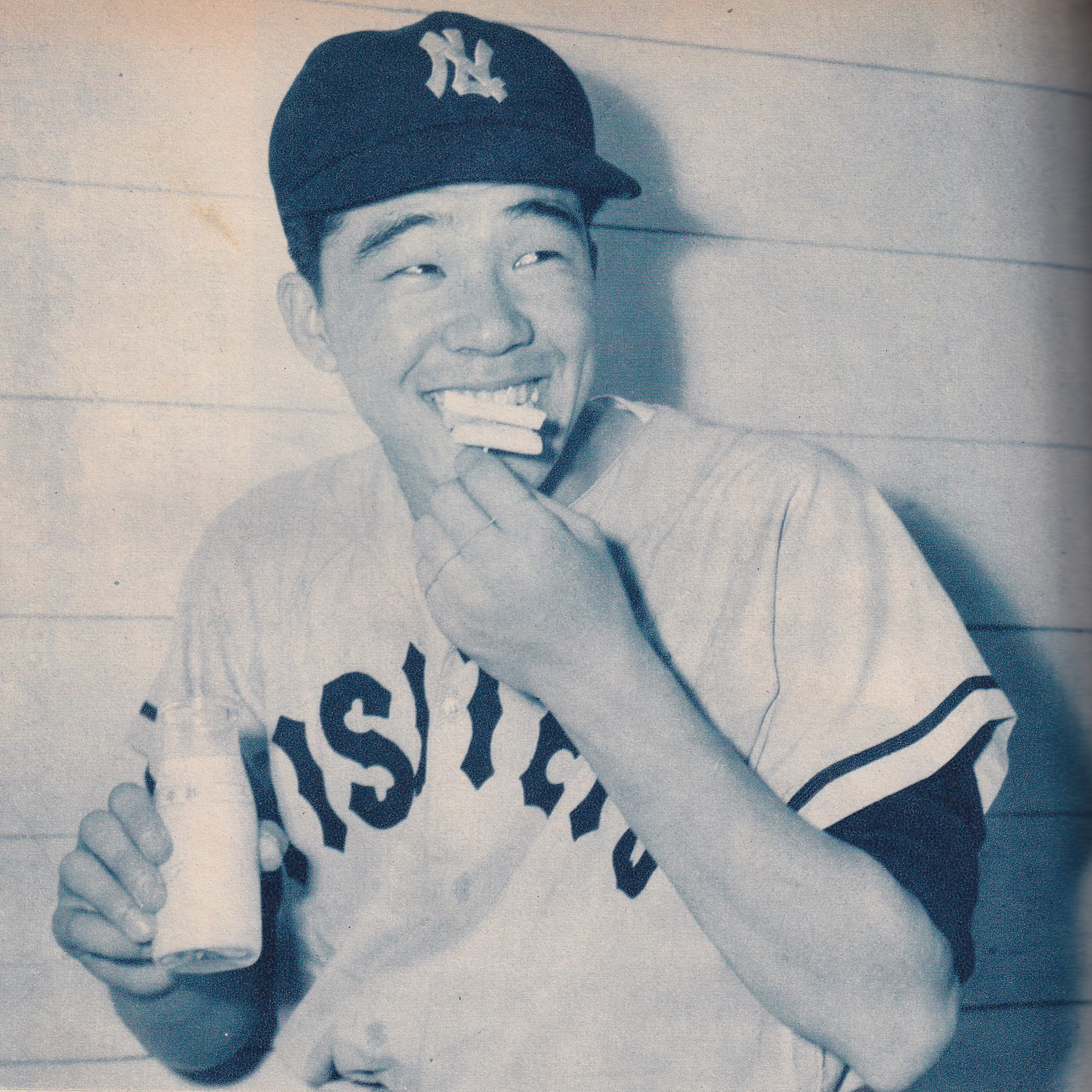
プロ野球選手稲尾和久(1937-2007)誕生。「神様、仏様、稲尾様」

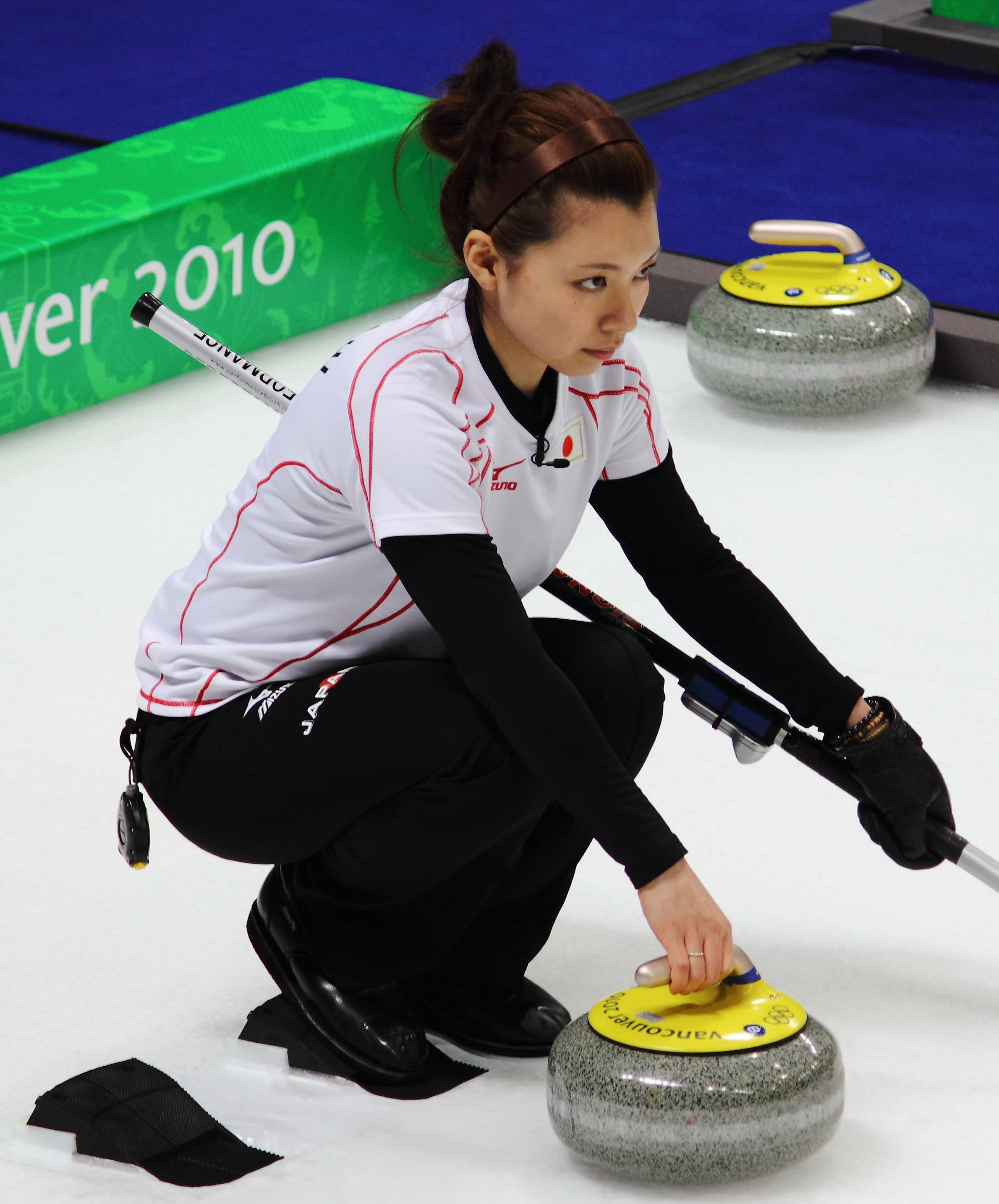
カーリング選手本橋麻里(1986-)誕生。

- 867年（貞観9年5月5日） - 宇多天皇、第59代天皇（+ 931年）
- 1688年 - ジェームズ・フランシス・エドワード・ステュアート、イギリスの王族（+ 1766年）
- 1706年 - ジョン・ドロンド、光学者（+ 1761年）
- 1804年 - ヘルマン・シュレーゲル、鳥類学者、動物学者（+ 1884年）
- 1819年 - ギュスターヴ・クールベ、画家（+ 1877年）
- 1832年 - ニコラウス・オットー、発明家（+ 1891年）
- 1835年 - フェルディナンド4世、トスカーナ大公（+ 1908年）
- 1861年 - ピエール・デュエム、物理学者、科学哲学者（+ 1916年）
- 1865年 - フレデリック・クック、探検家（+ 1940年）
- 1865年（慶応元年5月17日） - 小泉又次郎、政治家（+ 1951年）
- 1865年（慶応元年5月17日） - 村上鬼城、俳人（+ 1938年）
- 1870年（明治3年5月12日） - 七代目松本幸四郎、歌舞伎役者（+ 1949年）
- 1880年 - アンドレ・ドラン、画家（+ 1954年）
- 1882年 - 長谷部言人、人類学者（+ 1969年）
- 1885年 - 駒井徳三、満洲国国務院初代総務庁長官（+ 1961年）
- 1886年 - 早川雪洲、俳優（+ 1973年）
- 1887年 - 大森洪太、司法官僚、判事、検事（+ 1946年）
- 1893年 - 酒井忠正、政治家（+ 1971年）
- 1893年 - 古川龍生、版画家（+ 1968年）
- 1895年 - ハティ・マクダニエル、女優（+ 1952年）
- 1895年 - イマヌエル・ヴェリコフスキー、科学者、精神分析家（+ 1979年）
- 1897年 - タチアナ・ニコラエヴナ、ロシア皇帝ニコライ2世の第二皇女、新致命者（+ 1918年）
- 1901年 - 赤星六郎、ゴルファー（+ 1944年）
- 1902年 - 斎藤達雄、俳優（+ 1968年）
- 1904年 - 土家由岐雄、児童文学作家（+ 1999年）
- 1904年 - 四代目稀音家六四郎、三味線奏者、作曲家（+ 1987年）
- 1904年 - 城昌幸、推理作家（+ 1976年）
- 1906年 - 筑波雪子、女優（+ 1977年）
- 1907年 - 瀬長亀次郎、政治家（+ 2001年）
- 1910年 - 久野収、思想家（+ 1999年）
- 1910年 - アルメン・タハタジャン、植物学者（+ 2009年）
- 1910年 - ハウリン・ウルフ、ブルース歌手（+ 1976年）
- 1910年 - 青木幸造、プロ野球選手（+ 没年不詳）
- 1911年 - ラルフ・カークパトリック、チェンバロ奏者、音楽学者（+ 1984年）
- 1911年 - テレンス・ラティガン、劇作家（+ 1977年）
- 1913年 - ティホン・フレンニコフ、作曲家（+ 2007年）
- 1913年 - 板谷四郎、将棋棋士（+ 1995年）
- 1914年 - 黒沢俊夫、プロ野球選手（+ 1947年）
- 1915年 - ソール・ベロー、作家（+ 2005年）
- 1918年 - 鶴見和子、社会学者（+ 2006年）
- 1920年 - 泉田喜義、元プロ野球選手
- 1921年 - エディンバラ公フィリップ、エリザベス2世の夫（+ 2021年）
- 1921年 - 宇佐美福生、政治家、俳人、元北海道北見市長（+ 1984年）
- 1922年 - あしたひろし、漫才師（+ 2015年）
- 1922年 - 亀山龍樹、作家、翻訳家（+ 1980年）
- 1922年 - ジュディ・ガーランド、女優（+ 1969年）
- 1924年 - 磯田憲一、プロ野球選手（+ 2002年）
- 1925年 - 池田力、元プロ野球選手
- 1926年 - 佐野實、実業家（+ 2012年）
- 1927年 - ラディスラオ・クバラ、サッカー選手、指導者（+ 2002年）
- 1928年 - 金田幸三、実業家、元ニチレイ社長（+ 2017年）
- 1928年 - モーリス・センダック、絵本作家（+ 2012年）
- 1929年 - 一条さゆり（初代）、ストリッパー（+ 1997年）
- 1929年 - エドワード・オズボーン・ウィルソン、生物学者（+ 2021年）
- 1930年 - 上坂冬子、ノンフィクション作家（+ 2009年）
- 1930年 - 千葉佳男、政治家（+ 1997年）
- 1931年 - ジョアン・ジルベルト、ミュージシャン（+ 2019年）
- 1932年 - 東郷健、社会運動家、政治活動家（雑民党代表）（+ 2012年）
- 1932年 - ヘドリー・ブル、国際関係論教授（+ 1985年）
- 1933年 - 土井淳、元プロ野球選手
- 1934年 - 浅香春彦、俳優
- 1934年 - 野村吉三郎、実業家、元全日本空輸社長
- 1934年 - 若杉輝明、元プロ野球選手
- 1934年 - 木村英俊、音楽プロデューサー（+ 2019年）
- 1934年 - ジェームス三木、脚本家   (+ 2025年）
- 1935年 - 高橋幸治、俳優
- 1935年 - 志賀貢、医師、作家
- 1935年 - 小玉明利、プロ野球選手（+ 2019年）
- 1935年 - 辰巳ヨシヒロ、漫画家（+ 2015年）
- 1937年 - 稲尾和久、プロ野球選手、監督（+ 2007年）
- 1941年 - ユルゲン・プロホノフ、俳優
- 1942年 - 中井洽、政治家、第58代法務大臣（+ 2017年）
- 1942年 - 小林義武、音楽学者（+ 2013年）
- 1943年 - 米長邦雄、将棋棋士（+ 2012年）
- 1945年 - 滝崎武光、実業家
- 1947年 - ひし美ゆり子、女優
- 1947年 - かざま鋭二、漫画家（+ 2022年）
- 1947年 - くず哲也、タレント、ラジオパーソナリティ（+ 2021年）
- 1948年 - 岸信行、空手家（+ 2018年）
- 1948年 - 喜納昌吉、音楽家
- 1949年 - 菊地史朗、実業家、元アサヒ飲料社長
- 1949年 - 三島良直、工学者、元東京工業大学学長
- 1949年 - 海野徹、政治家、元茨城県那珂市長
- 1949年 - 河原明、元プロ野球選手
- 1949年 - 鎌田幸雄、元プロ野球選手
- 1950年 - 岩田昭人、政治家、元三重県尾鷲市長
- 1950年 - 中川正春、政治家、15代文部科学大臣
- 1951年 - 成世昌平、演歌歌手
- 1953年 - 石井和義、空手家、正道会館宗師
- 1953年 - ジョン・エドワーズ、政治家
- 1954年 - 小嶋正宣、元プロ野球選手
- 1955年 - フロイド・バニスター、元プロ野球選手
- 1955年 - アンドリュー・スティーヴンス、俳優
- 1956年 - 杉浦ひとみ、弁護士
- 1956年 - 一志治夫、ノンフィクションライター
- 1956年 - 堂園喜義、元プロ野球選手
- 1956年 - 小山田いく、漫画家（+ 2016年）
- 1957年 - 木之内みどり、元歌手、元女優
- 1957年 - アンドレイ・ブキン、フィギュアスケート選手
- 1958年 - 三浦和人、シンガーソングライター（元雅夢）
- 1958年 - 鈴木裕、ゲームクリエイター
- 1958年 - 新沢基栄、漫画家
- 1959年 - 寺沢大介、漫画家
- 1959年 - カルロ・アンチェロッティ、元サッカー選手、指導者
- 1960年 - 戸舘新吾、漫画家
- 1960年 - 森下直人、ドリームステージエンターテインメント社長（+ 2003年）
- 1961年 - 岡本吉起、ゲームクリエイター
- 1961年 - 長冨浩志、元プロ野球選手
- 1961年 - マキシ・プリースト、レゲエ歌手
- 1961年 - ケリー・ディール、ミュージシャン
- 1961年 - キム・ディール、ミュージシャン
- 1962年 - 安倍昭恵、安倍晋三夫人
- 1962年 - 谷岡雅樹、映像評論家、ノンフィクション作家
- 1962年 - 田中政志、漫画家
- 1962年 - ジーナ・ガーション、女優
- 1962年 - 黄家駒、ミュージシャン（BEYOND）（+ 1993年）
- 1963年 - 緒方禎己、警察官僚
- 1963年 - 三好悟、ボート競技選手
- 1963年 - レネ・ノヴォトニー、フィギュアスケート選手
- 1964年 - 達増拓也、政治家
- 1964年 - ジミー・チェンバレン、ミュージシャン
- 1965年 - 朝川ひろこ、歌手
- 1965年 - アンドレィ・コピィロフ、総合格闘家
- 1965年 - エリザベス・ハーレイ、モデル、女優
- 1965年 - 幸山政史、政治家
- 1965年 - ジョーイ・サンティアゴ、ミュージシャン
- 1966年 - 関ナツエ、スピードスケート選手、自転車競技選手
- 1966年 - デビッド・プラット、元サッカー選手、指導者
- 1967年 - 鈴木健、アナウンサー
- 1967年 - 山田花子、漫画家（+ 1992年）
- 1968年 - 神奈延年、声優
- 1968年 - 沼田祐介、声優
- 1969年 - 大神いずみ、フリーアナウンサー、タレント
- 1970年 - いとうあさこ、お笑いタレント
- 1970年 - 忍足亜希子、女優
- 1970年 - 石橋忠人、プロダクトデザイナー
- 1971年 - 登坂淳一、アナウンサー
- 1971年 - 木村隆一、アニメ監督
- 1972年 - こぐれみわぞう、チンドン奏者、歌手、箏奏者
- 1972年 - 藤田正大、元プロ野球選手
- 1973年 - フェイス・エヴァンス、R&B歌手
- 1974年 - 篠原麗雄、ワイナリーオーナー
- 1975年 - 川畑聡一郎、漫画家（+ 2005年）
- 1975年 - 三木弘、元陸上競技選手、指導者
- 1976年 - 一の谷崇帥、元大相撲力士
- 1976年 - ゲオルク・フリードリヒ・フォン・プロイセン、プロイセン王家家長、ドイツ帝位・プロイセン王位請求者
- 1976年 - 斉藤宜之、元プロ野球選手
- 1976年 - ビリー・マーチン、元プロ野球選手
- 1977年 - 松たか子、女優
- 1977年 - 吉田正紀、漫画家
- 1977年 - 高谷裕之、総合格闘家
- 1977年 - 相川梨絵、元アナウンサー
- 1978年 - 角田裕育、ジャーナリスト
- 1978年 - 三谷純子、アナウンサー
- 1979年 - ビクトル・モレノ、元プロ野球選手
- 1980年 - 中島俊哉、元プロ野球選手
- 1981年 - 昆布ちゃん、お笑い芸人
- 1982年 - 花清まゆこ、タレント
- 1982年 - 西尾太作、元バレーボール選手
- 1982年 - 米山大輔、元サッカー選手
- 1982年 - タラ・リピンスキー、フィギュアスケート選手
- 1983年 - 松室麻衣、歌手（元dream）
- 1983年 - 井上涼、アーティスト
- 1983年 - 青山ゆり華、声優
- 1984年 - 竹中夏海、振付師
- 1984年 - 長田昌浩、元プロ野球選手
- 1984年 - ジェームズ・エイブリー、元プロ野球選手
- 1985年 - 佐々木萌美、アナウンサー
- 1985年 - 小松秀平、バスケットボール選手
- 1985年 - 寺田紳一、元プロサッカー選手
- 1985年 - 斉川雄介、元サッカー選手
- 1985年 - アンディ・シュレク、自転車プロロードレース選手
- 1985年 - カイア・カネピ、テニス選手
- 1986年 - 藤井貴規、俳優
- 1986年 - 本橋麻里、カーリング選手
- 1986年 - 細貝萌、サッカー選手
- 1988年 - 春風亭橋蔵、落語家
- 1988年 - 早川真理恵、タレント、アナウンサー
- 1988年 - 山本大明、元プロ野球選手
- 1988年 - ガラニン・ヤン、元プロ野球選手
- 1988年 - ジャイール、サッカー選手
- 1989年 - 若葉竜也、俳優
- 1989年 - 北田真沙子、ローカルアイドル（元サンフラワー）
- 1990年 - 尾崎彩香、ファッションモデル、アイドル、タレント
- 1990年 - ヤマザキコレ、漫画家
- 1990年 - ルイス・ピターソン、プロ野球選手
- 1992年 - 小俣彩織、ファッションモデル、ローカルタレント
- 1992年 - かなで、お笑い芸人（3時のヒロイン）
- 1992年 - 山縣亮太、陸上競技選手
- 1992年 - 小池一宏、ラグビー選手
- 1992年 - サウリウス・アンブルレヴィチウス、フィギュアスケート選手
- 1993年 - 高宗歩未、タレント、女優
- 1993年 - 戸田隆矢、元プロ野球選手
- 1993年 - 宮武紗里、元アナウンサー
- 1993年 - 牛山悠衣、元ハンドボール選手
- 1994年 - 力石政法、プロボクサー
- 1994年 - カン・ユソク、俳優
- 1995年 - パトリック・マーフィー、プロ野球選手
- 1996年 - 文俊輝、アイドル、ダンサー、歌手（SEVENTEEN）
- 1996年 - 山口千尋、サッカー選手
- 1997年 - 嶋田ココ、NHKアナウンサー
- 1997年 - 水湊美緒、タレント、元アイドル（元#ババババンビ）
- 1998年 - 山田美鈴、声優
- 1998年 - 高橋育実、バスケットボール選手
- 1999年 - 西川愛也、プロ野球選手
- 2000年 - 江﨑夢、タレント、ラジオパーソナリティ
- 2000年 - 才木海翔、プロ野球選手
- 2001年 - 弌誠、シンガーソングライター
- 2002年 - 眞鍋杏樹、アイドル（元NMB48）
- 2008年 - 寺田心、俳優、タレント
- 2015年 - 湯田幸希、子役
- 生年不詳 - 相原実貴、漫画家
- 生年不詳 - 石井利奈、声優
- 生年不詳 - 花藤蓮、声優

### 人物以外（動物など）
- 1990年 - ナリタタイシン、競走馬（+ 2020年）

## 忌日

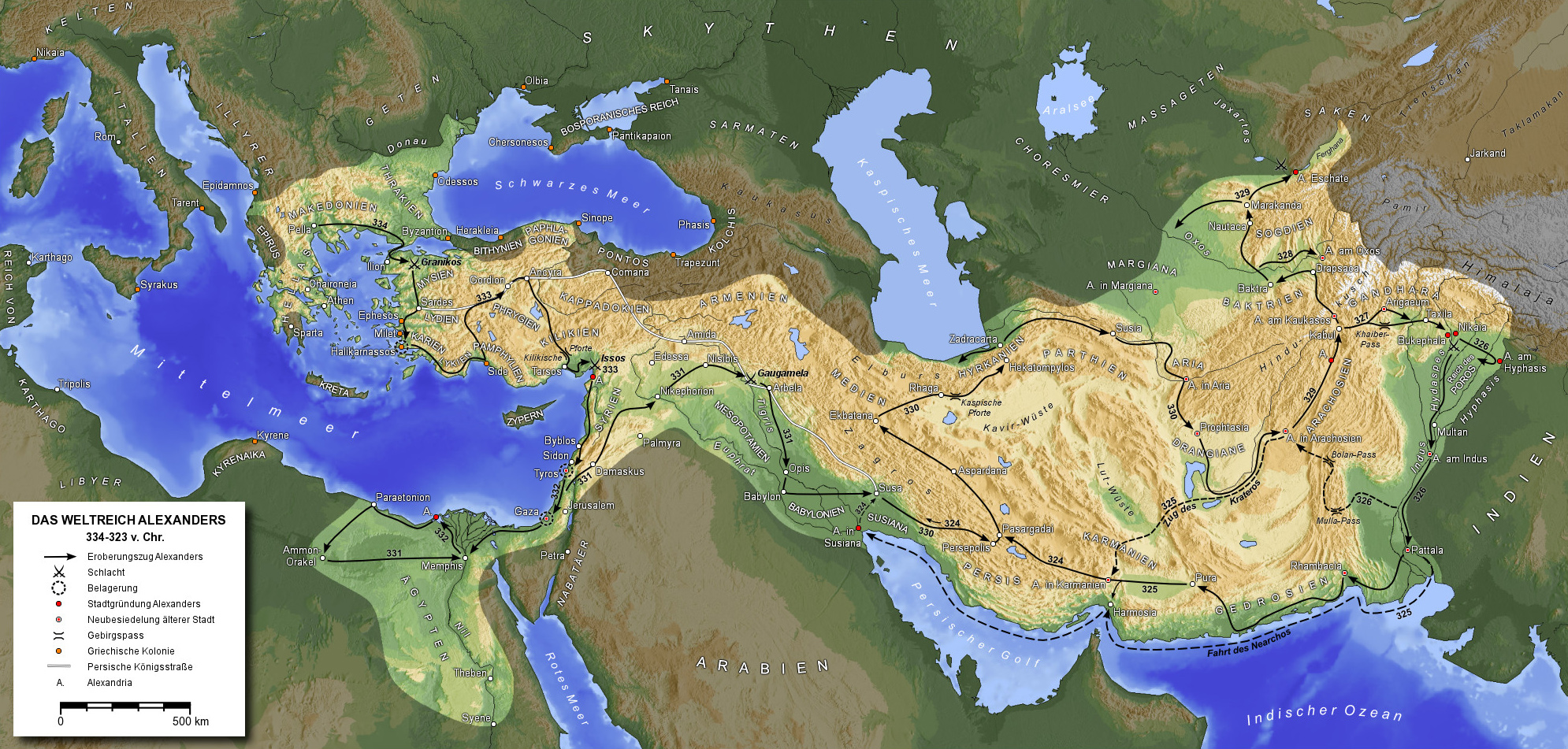
アレクサンドロス3世(BC356-BC323)急逝。画像はアレクサンドロス帝国の最大領域。

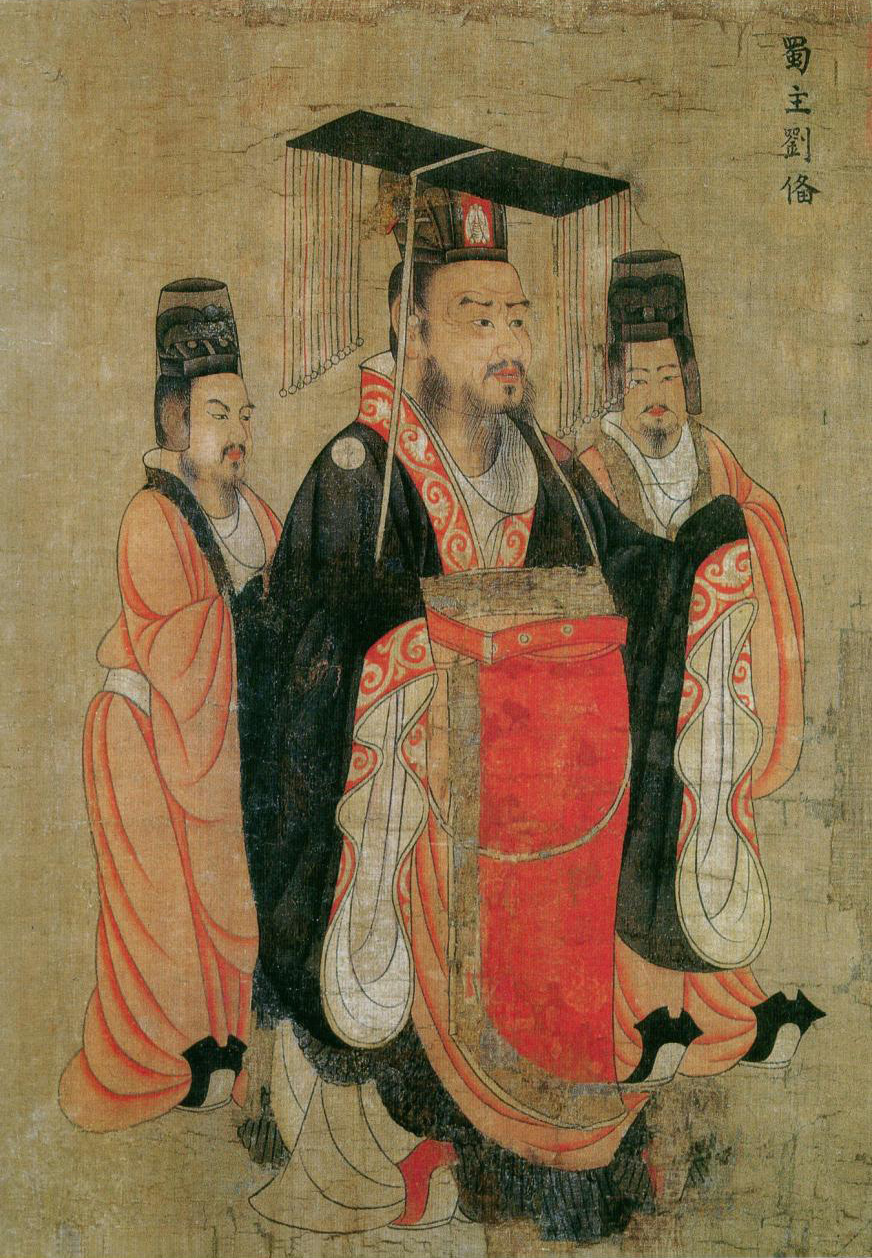
蜀漢の初代皇帝、劉備(161-223)没。画像は昭烈帝肖像。

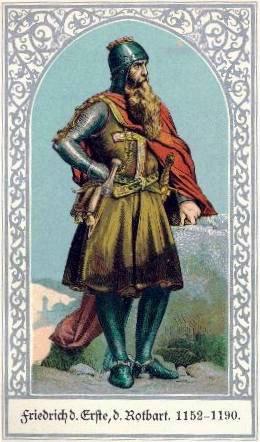
神聖ローマ皇帝フリードリヒ1世(1123-1190)、沐浴中に溺死。

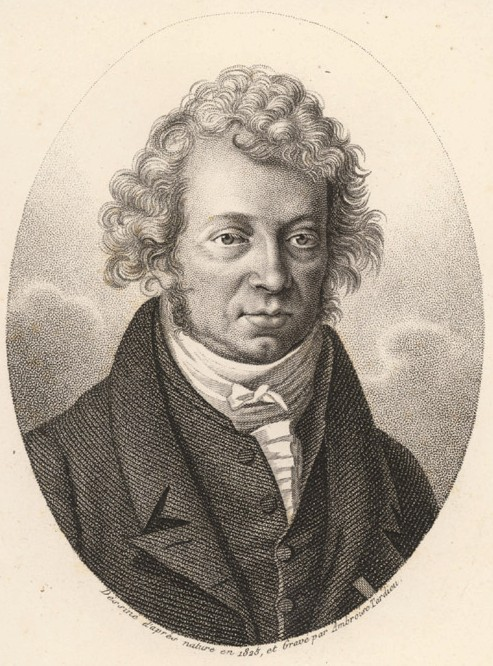
物理学者アンドレ＝マリ・アンペール(1775-1836)没。電流の単位アンペアに名を残す。

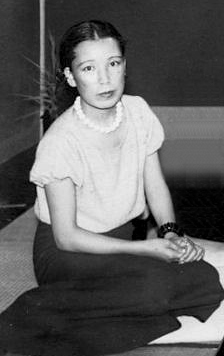
作家宇野千代(1897- 1996)没。

- 紀元前323年 - アレクサンドロス3世、マケドニア王（* 紀元前356年）
- 223年（章武3年4月24日） - 劉備、三国時代の群雄（* 161年?）
- 1190年 - フリードリヒ1世、神聖ローマ皇帝（* 1123年）
- 1338年（暦応元年/延元3年5月22日） - 北畠顕家、公家（* 1318年）
- 1580年 - ルイス・デ・カモンイス、詩人（* 1524年頃）
- 1583年（天正11年4月20日） - 中川清秀、戦国武将（* 1542年）
- 1630年（寛永7年4月30日） - 織田信雄、武将（* 1558年）
- 1654年 - アレッサンドロ・アルガルディ、彫刻家、建築家（* 1595年）
- 1694年（元禄7年5月18日） - 伏見宮貞致親王、皇族（* 1632年）
- 1694年（元禄7年5月18日） - 京極高豊、第2代丸亀藩主（* 1655年）
- 1718年（享保3年5月12日） - 立花北枝、俳人（* 生年不詳）
- 1799年 - ジョゼフ・ブローニュ・シュヴァリエ・ド・サン＝ジョルジュ、ヴァイオリン奏者、作曲家（* 1745年）
- 1800年 - ヨハン・アブラハム・ペーター・シュルツ、作曲家（* 1747年）
- 1836年 - アンドレ＝マリ・アンペール、物理学者（* 1775年）
- 1849年 - トマ・ロベール・ブジョー、軍人（* 1784年）
- 1849年 - フリードリヒ・カルクブレンナー、ピアニスト、作曲家（* 1785年）
- 1858年 - ロバート・ブラウン、植物学者（* 1773年）
- 1885年 - アドルフ・ブラン、作曲家（* 1828年）
- 1899年 - エルネスト・ショーソン、作曲家（* 1855年）
- 1900年 - ウィルヘルム・キューネ、生理学者（* 1837年）
- 1918年 - アッリーゴ・ボーイト、オペラ台本作家、作曲家（* 1842年）
- 1924年 - ジャコモ・マッテオッティ、社会主義の指導者（* 1885年）
- 1925年 - 大町桂月、詩人、随筆家（* 1869年）
- 1926年 - アントニ・ガウディ、建築家（* 1852年）
- 1934年 - フレデリック・ディーリアス、作曲家（* 1862年）
- 1940年 - マーカス・ガーベイ、民族主義運動家（* 1887年）
- 1944年 - 宝生新、ワキ方宝生流能楽師（* 1870年）
- 1945年 - 宮原晃一郎、児童文学者、英文学者、翻訳家（* 1882年）
- 1945年 - 桐原眞二、野球選手（* 1901年）
- 1946年 - ジャック・ジョンソン、プロボクサー（* 1878年）
- 1949年 - シグリ・ウンセット、小説家（* 1882年）
- 1951年 - アンシ、絵本作家、画家（* 1873年）
- 1953年 - グジェゴシュ・フィテルベルク、ヴァイオリニスト、作曲家、指揮者（* 1879年）
- 1956年 - 日高善一、牧師、聖書学者（* 1879年）
- 1960年 - 吉成武雄、プロ野球選手（* 1932年）
- 1967年 - スペンサー・トレイシー、俳優（* 1900年）
- 1973年 - エーリッヒ・フォン・マンシュタイン、ドイツ陸軍の元帥（* 1887年）
- 1973年 - ウィリアム・インジ、劇作家、脚本家、小説家（* 1913年）
- 1974年 - ヘンリー (グロスター公)、イギリスの王族（* 1900年）
- 1976年 - 佐野誠三、プロ野球選手（* 1920年）
- 1982年 - 小山祐士、劇作家（* 1906年）
- 1982年 - ライナー・ヴェルナー・ファスビンダー、映画監督（* 1946年）
- 1983年 - 木山賢悟、オートバイレーサー（* 1953年）
- 1985年 - 吉原功、レスリング選手、プロレスラー、実業家、元国際プロレス社長（* 1930年）
- 1987年 - 野間惟道、出版人、5代目講談社社長、元日刊ゲンダイ社長（* 1937年）
- 1990年 - 塚本快示、陶芸家（* 1912年）
- 1990年 - 山村雄一、臨床免疫学者（* 1918年）
- 1991年 - ディック・ミネ、歌手（* 1908年）
- 1992年 - 町村鉄雄、実業家、元総合リース（現三井住友ファイナンス&リース）社長（* 1917年）
- 1992年 - 中村八大、作曲家（* 1931年）
- 1993年 - 猪俣公章、作曲家、作詞家（* 1938年）
- 1993年 - アーリーン・オジェー、ソプラノ歌手（* 1939年）
- 1995年 - 花井正八、実業家、元トヨタ自動車工業会長、日本高速通信会長、日本移動通信会長（* 1912年）
- 1995年 - 神楽坂はん子、芸者歌手（* 1931年）
- 1996年 - 宇野千代、小説家（* 1897年）
- 1996年 - 小倉豊文、日本史研究者、日本文学研究者、広島大学名誉教授（* 1899年）
- 1996年 - ジョー・ヴァン・フリート、女優（* 1914年）
- 1996年 - フランキー堺、俳優（* 1929年）
- 1997年 - 金基洙、プロボクサー（* 1939年）
- 1998年 - 塚本幸一、実業家、ワコール創業者（* 1920年）
- 1998年 - 吉田正、作曲家（* 1921年）
- 2000年 - 中野二郎、マンドリン奏者、指揮者、作曲家、編曲家（* 1902年）
- 2000年 - ハーフィズ・アル＝アサド、第4代シリア大統領（* 1930年）
- 2000年 - 木戸蓊、政治学者、神戸大学名誉教授（* 1932年）
- 2001年 - マイク・メンツァー、ボディビルダー（* 1951年）
- 2002年 - 上月重雄、大蔵官僚（* 1926年）
- 2002年 - 近藤和彦、プロ野球選手（* 1936年）
- 2002年 - ジョン・ゴッティ、ガンビーノ一家の幹部（* 1940年）
- 2003年 - ドナルド・リーガン、政治家（* 1918年）
- 2003年 - 浜本武雄、アメリカ文学者、翻訳家、 明治大学名誉教授（* 1925年）
- 2003年 - 久保哲司、政治家（* 1946年）
- 2004年 - 若杉元喜、政治家、元新潟県内野町長、元新潟市長（* 1919年）
- 2004年 - 富田浩太郎、俳優（* 1925年）
- 2004年 - レイ・チャールズ、ミュージシャン（* 1930年）
- 2004年 - 野村万之丞、狂言師（* 1959年）
- 2005年 - 沓脱タケ子、医師、政治家（* 1922年）
- 2005年 - ミシェル・オークレール、ヴァイオリニスト（* 1924年）
- 2005年 - 倉橋由美子、小説家（* 1935年）
- 2005年 - 永島慎二、漫画家（* 1937年）
- 2006年 - ヴルフ・ディーター・ハインツ、天文学者、スワースモア大学名誉教授（* 1930年）
- 2006年 - 朝岡勲、元大相撲力士（* 1941年）
- 2007年 - 横山泰三、漫画家（* 1917年）
- 2007年 - 柳沢錬造、政治家（* 1919年）
- 2008年 - 櫟信平、プロ野球選手（* 1925年）
- 2008年 - チンギス・アイトマートフ、小説家（* 1928年）
- 2008年 - 水野晴郎、映画評論家（* 1931年）
- 2010年 - ジグマー・ポルケ、画家、写真家（* 1941年）
- 2012年 - 南野信吾、音楽プロデューサー（* 1970年）
- 2014年 - 近藤宗平、遺伝学者、大阪大学名誉教授（* 1922年）
- 2016年 - ゴーディ・ハウ、アイスホッケー選手（* 1928年）
- 2016年 - 宇野功芳、音楽評論家、指揮者（* 1930年）
- 2016年 - クリスティーナ・グリミー、シンガーソングライター（* 1994年）
- 2017年 - ジュリア・ペレス（英語版）、女優（* 1980年）
- 2018年 - ベン・ヒルズ、ジャーナリスト、作家（* 1942年）
- 2019年 - 盛田稔、経済史学者、元青森大学学長、同大学名誉教授（* 1917年）
- 2019年 - 李姫鎬、政治運動家、金大中第15代大韓民国大統領夫人（* 1922年）
- 2019年 - 藤本譲、声優（* 1935年）
- 2019年 - 王軍、実業家、元中国中信集団公司会長（* 1941年）
- 2019年 - ポール・シニガル、ミュージシャン、ギター奏者（* 1944年）
- 2020年 - 坂出祥伸、中国哲学者、関西大学名誉教授、森ノ宮医療大学名誉教授（* 1934年）
- 2020年 - ジョニー・ウォーカー、プロレスラー（* 1934年）
- 2021年 - 尾崎俊治、工学者、広島大学名誉教授（* 1942年）
- 2021年 - 工藤正、銀行家、元みずほ銀行頭取（* 1943年）
- 2022年 - ソテリオス、宗教家、コンスタンティノープル総主教庁韓国正教会大教区初代府主教（* 1929年）
- 2023年 - セオドア・カジンスキー、テロリスト、数学者（* 1942年）
- 2023年 - 羽山紀代美、女優、振付師、元宝塚歌劇団星組娘役（* 1945年）
- 2023年 - ヌッチョ・オルディネ、文学者、哲学者（* 1958年）
- 2024年 - アーノルド・ミンデル、心理学者（* 1940年）
- 2024年 - 生田暉雄、弁護士、元裁判官（* 1941年）
- 2024年 - 福岡風太、音楽プロデューサー、舞台監督（* 1948年）
- 2024年 - 伴英幸、市民活動家、NPO法人原子力資料情報室共同代表（* 1951年）

## 記念日・年中行事

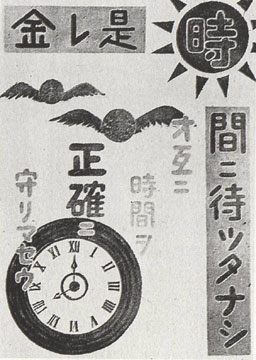
時の記念日。画像は戦前のポスター

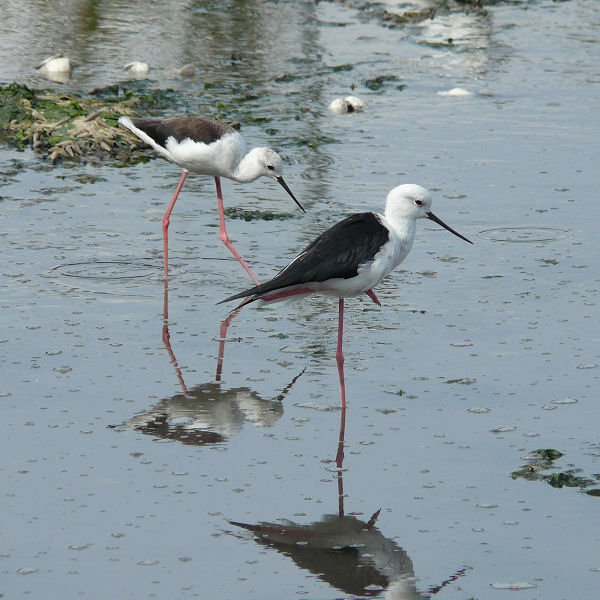
谷津干潟の日。画像はセイタカシギ

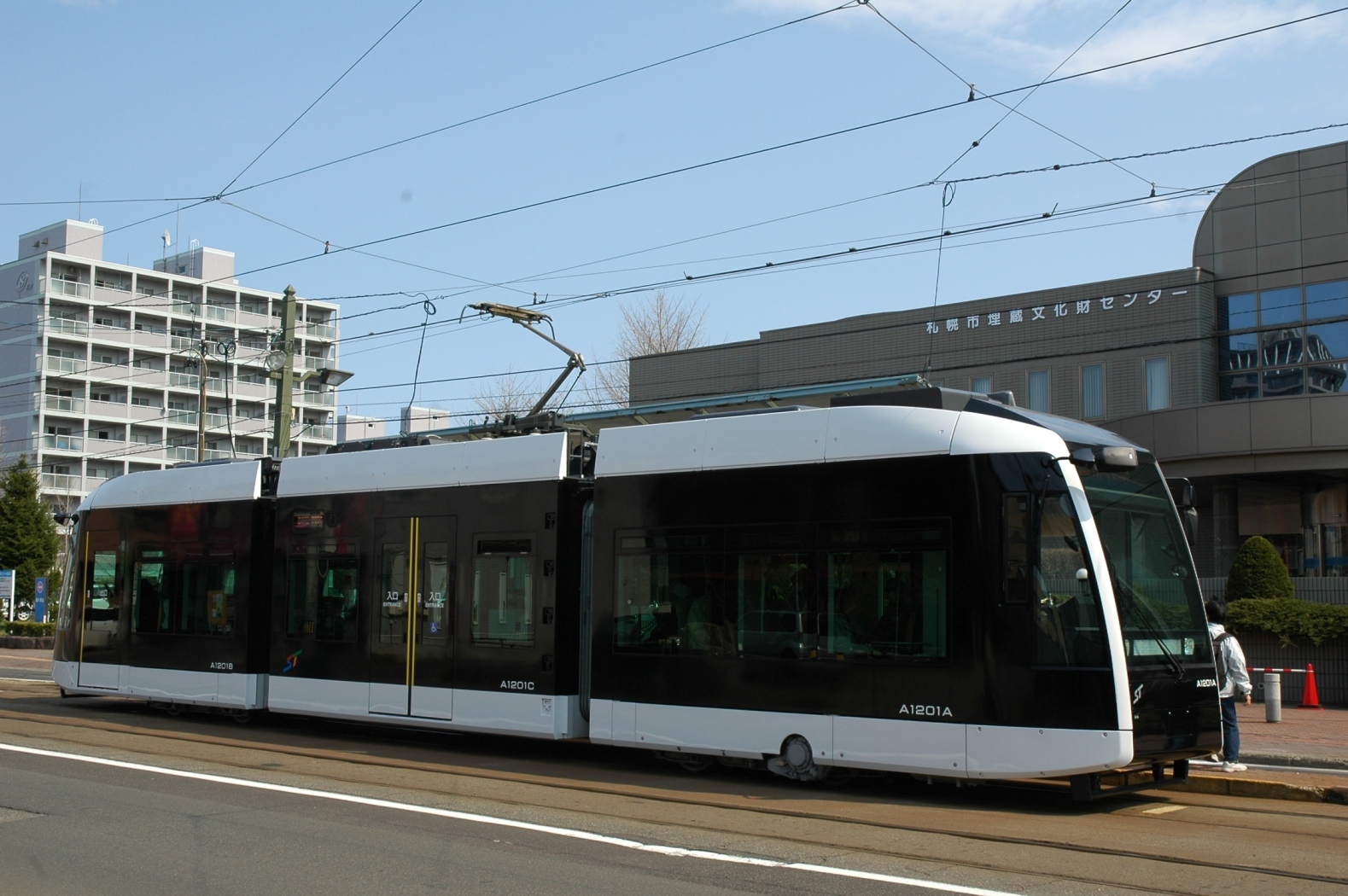
路面電車の日。画像は札幌市電のLRV「Ａ1200形」

- 時の記念日（ 日本）
東京天文台（現 国立天文台）と生活改善同盟会が1920年に制定。由来は、『日本書紀』の天智天皇10年4月25日（グレゴリオ暦671年6月10日）条に「漏刻を新しき台に置く。始めて候時を打つ。鐘鼓を動す。」とあり、漏刻（水時計）が設置されたとされることから。
- 谷津干潟の日（ 日本）
1993年のこの日に、水鳥にとって重要な湿地に関する国際的な取り決めを定めた「ラムサール条約」の登録湿地に谷津干潟が認定されたことを記念し、谷津干潟のある千葉県習志野市が1997年に制定[6]。
- 歩行者天国の日（ 日本）
1973年のこの日に、日本で初めて大規模（銀座から上野までの5.5km）な歩行者天国が実施されたことにちなむ[7]。
- 路面電車の日（ 日本）
1995年のこの日に広島市で開催した「第2回路面電車サミット」で、交通事業者と支援団体が制定。公共交通機関としての路面電車事業について、より理解を深めてもらうことが目的。日付は「ろ（6）テン（10）」（路電→路面電車）の語呂合わせから[8]。
- ドリーム号の日（ 日本）
2018年に西日本ジェイアールバスが制定。日付は、日本初の夜行高速バス「ドリーム号」が、1969年のこの日、大阪～東京間の運行を開始したことから[9]。
- 商工会の日（ 日本）
全国商工会連合会が1985年に制定。1960年のこの日に「商工会組織等に関する法律」が施行されたことを記念[10]。
- 緑豆の日（ 日本）
緑豆再発見委員会が制定[要出典]。日付は「りょく(6)とう(十)」の語呂合わせから[11]。
- ミルクキャラメルの日（ 日本）
ミルクキャラメルを通じ、懐かしい思い出を語り合う日として森永製菓が命名。日付は、1899年の創業当時には、「キャラメル」であった商品に、大正2年（1913年）のこの日、初めて「ミルク」の冠詞がつけられたたことから[12]。
- 無糖茶飲料の日（ 日本）
伊藤園が制定。日付は「む(6)とう(10)」の語呂合わせから[13]。
- ポルトガルの日（英語版）（ ポルトガル）
ポルトガルの大詩人カモンイスが亡くなった日。
- 国民最高会議記念日（ コンゴ共和国）